# Ulf Heuner
Ulf Heuner (* 30. September 1966 in Dortmund) ist ein deutscher Autor und Verleger.

## Leben
Heuner studierte Philosophie und Theaterwissenschaft in Erlangen und Berlin. Er wurde 1999 mit einer Arbeit zum antiken griechischen Theater an der Universität Leipzig promoviert. Er arbeitete danach in Berlin als Lektor und gründete 2005 den Parodos Verlag als philosophischen Fach- und Sachbuchverlag, den er im Jahr 2021 an Thomas Müller verkaufte.
Als Autor veröffentlichte Heuner u. a. 2007 das Buch Patzer, Pannen, Missgeschicke. Das erste Überlebenshilfebuch sowie 2008 den Essay Wer herrscht im Theater und Fernsehen? Im Jahr 2020 kam sein Buch Dummes Denken deutscher Denker. Eine Bestandsaufnahme heraus, in dem er u. a. der Publizistin Carolin Emcke „Poverty-Bashing am Rande der Volksverhetzung“ vorwirft und Thilo Sarrazin bescheinigt, dass er „beim Argumentieren permanent über seine eigenen Füße stolpert.“

## Schriften (Auswahl)

### Autor
- Tragisches Handeln in Raum und Zeit. Raum-zeitliche Tragik und Ästhetik in der sophokleischen Tragödie und im griechischen Theater. Zugleich Dissertation an der Universität Leipzig. Metzler, Stuttgart 2001, ISBN 978-3-476-45268-9.
- Patzer, Pannen, Missgeschicke. Das erste Überlebenshilfebuch. Klett-Cotta, Stuttgart 2007, ISBN 978-3-608-94447-1.
- Wer herrscht im Theater und Fernsehen? Parodos Verlag, Berlin 2008, ISBN 978-3-938880-22-7.
- Die sokratische Hundeschule. Philosophische Gassigänge ohne Leine. Zusammen mit Rainer Otte, Ulrich Holbein und Sabine Rothemann. Parodos Verlag, Berlin 2017, ISBN 978-3-938880-87-6.
- Dummes Denken deutscher Denker. Eine Bestandsaufnahme. Parodos Verlag, Berlin 2020, ISBN 978-3-96824-001-5.

### Herausgeber
- Klassische Texte zum Raum. Parodos Verlag, Berlin 2006, 5., überarbeitete und erweiterte Auflage 2023, ISBN 978-3-96824-019-0.
- Klassische Texte zur Tragik. Parodos Verlag, Berlin 2006, ISBN 978-3-938880-03-6.
- Ästhetik als Therapie. Therapie als ästhetische Erfahrung. Festschrift zum 60. Geburtstag von Michael Musalek.  Zusammen mit Martin Poltrum. Parodos Verlag, Berlin 2015, ISBN 978-3-938880-77-7.
- Wahnsinnsfilme. Psychose, Paranoia und Schizophrenie in Film und Serie. Zusammen mit Martin Poltrum und Bernd Rieken. Springer, Heidelberg / Berlin 2022, ISBN 978-3-662-64177-4.